# Perfluorsulfinsäuren

Strukturformel der Perfluoroctansulfinsäure (PFOSI)

Perfluorsulfinsäuren (PFSIA von englisch perfluorosulfinic acid), auch Perfluoralkansulfinsäuren, sind chemische Verbindungen der Formel CnF(2n+1)SO2H und gehören damit zur Familie per- und polyfluorierten Alkylverbindungen (PFAS). Die bekannteste Perfluorsulfinsäure ist die Perfluoroctansulfinsäure (PFOSI).
Perfluorsulfinsäuren können durch elektrochemische Fluorierung (ECF) dargestellt werden, so dass neben linearen Vertretern auch verzweigte entstehen.
In der Umwelt werden Perfluorsulfinsäuren zu Perfluorsulfonsäuren umgewandelt.

## Externe Links zu erwähnten Verbindungen
1. ↑  Externe Identifikatoren von bzw. Datenbank-Links zu Perfluoroctansulfinsäure:  CAS-Nr.: 647-29-0, PubChem: 110548, Wikidata: Q82873503.